# Hypixel
Hypixel, oficiálně Hypixel Network, je nejpopulárnější server ve videohře Minecraft. Typický je pro poskytování desítek typů tzv. miniher, ačkoliv se na něm nachází i řada dalších herních módů jako SkyBlock, Housing či Hypixel SMP. Denně server navštíví několik set tisíc hráčů. K roku 2025 byl dostupný ve 25 jazycích včetně češtiny.

## Historie
Server byl založen v dubnu 2013. Jeho vlastníkem je společnost Hypixel Inc. Zajímavostí přitom je, že v počátcích bylo účelem založeného serveru pouze zprostředkovat hráčům některé mapy ve videohře. Jednotlivé minihry byly přidány pouze jako zajímavý doplněk, nicméně postupem času nabraly tak významnou popularitu, že se tým vývojářů zaměřil právě na jejich vývoj. Podle údajů z roku 2015 stála údržba serveru asi 100 tisíc dolarů měsíčně. K září stejného roku sever měsíčně navštěvovaly necelé 2 miliony hráčů. V roce 2019 byla na server přidána hra SkyBlock, která se brzy stala nejpopulárnějším herním módem na serveru. 
V prosinci 2016 bylo na serveru Hypixel registrováno přes 10 milionů hráčů. K prosinci 2018 jich bylo již přes 14 milionů a k dubnu 2020 již 18 milionů. Dne 16. dubna 2021 na serveru v jednu chvíli hrálo rekordních více než 216 tisíc hráčů. V době pandemie covidu-19 na serveru v jednou chvíli hrálo denně kolem 150 tisíc hráčů, k únoru 2025 jich bylo kolem 50 tisíc.
Jedním z významných projektů souvisejících se serverem je videohra Hytale, jedním z nejvýznamnějších tvůrců, který na serveru natáčel videa na platformu YouTube, pak byl youtuber Technoblade. Dalším významným youtuberem působícím na serveru je například TommyInnit.
K říjnu 2017 držel Hypixel sedm rekordů zapsaných v Guinnessově knize rekordů.